# Pisidium artifex
Pisidium artifex е вид мида от семейство Sphaeriidae. Видът е световно застрашен, със статут Уязвим.

## Разпространение
Разпространен е в Кения.